# Dialectica cordiaecola
Dialectica cordiaecola är en fjärilsart som beskrevs av Lajos Vári 1961. Dialectica cordiaecola ingår i släktet Dialectica och familjen styltmalar. Inga underarter finns listade i Catalogue of Life.